# Cihlářství
Cihlářství je původem starověké řemeslo. Hlináci těžili a připravovali speciální cihlářskou hlínu, cihláři z ní v cihelně vyráběli cihly a zedníci z nich stavěli domy, chrámy či hradby. V dnešní době se cihly vyrábí průmyslově.

## Historie
- V pravěku se cihly zhotovovaly z jílovité hlíny, někdy s příměsí kaménků či slámy, cihly se vypalovaly nebo sušily na slunci. Týž výrobní postup zachovávaly přírodní národy v Africe, Asii, Americe nebo v Polynésii až do 20. století.
- Ze starověku jsou známi zejména cihláři antického Říma, kteří zavedli typizované tvary a formáty cihel a značili cihly kolkem.
- V 10. a 11. století se stavělo převážně ze dřeva, ale kromě tesařů patřili mezi klášterní a dvorské řemeslníky také kameníci, zedníci, vápeníci a cihláři. Cihláři vyráběli pro zedníky „cihly zdící“ a od nich se dále odlišovali „cihláři krycí“, kteří vyráběli tašky („kurky, jeptišky a mnichy“) na krytí střech. Například v Praze byli v roce 1419 čtyři cihláři zdící a osm cihlářů krycích.

Cihelny stávaly v Praze za hradbami města, například v místě dnešního Národního divadla, kromě výroby cihel se v nich připravovalo i vápno. V první polovině 14. století stálo tisíc cihel zdících 24 grošů. V 15. století už byly cihelny také u obvodních městských zdí, vyráběly se „cihly zdící, krycí a dlažicí“. Cihelny byly v Čechách obecní i soukromé, výrobu řídil mistr cihlář se svými tovaryši a pomocníky. Při středověkých klášterech byla cihelna někdy spojena s hrnčířskou dílnou a vyráběla střešní krytinu, cihelné tvarovky, kamnové kachle, roury i podlahové dlaždice, například benediktini v Ostrově u Davle.
V 16. století se vyráběly „cihly žlebové, hákové, jeptiškové, zdicí, sklepové a dlážky“. Cihelny byly převážně obecní, majitelům větších usedlostí však nikdo nezabránil ve zbudování vlastní cihelny. Menší sedláci mohli využít k vedlejšímu užitku na výrobu cihel spodní vrstvy své orné půdy. Výnos z cihelen nebyl stejný ani spolehlivý. Nejvíc soukromých cihelen bylo v Praze a jejím okolí. Mistři cihláři byli nájemní řemeslníci, kteří uzavírali smlouvy s majiteli cihelných hutí, k vlastnímu užitku si nechávali část svých výrobků. Do měšťanství byli za celé století přijati dva cihlářští mistři na Starém městě a čtyři na Novém městě.

### Cihly
Používaly se na vyzdívání prsou kleneb, které měly žebroví z kamene nebo cihel; na výplňové zdivo; k budování velkých monumentálních staveb a běžného domovního zdiva; často tvořily plášť pro vnitřní litou vyzdívku. Cihly se tvořily ve formách či „kadlubech“ a pálily v peci. Nejvíce pálené „kabřince“, nepálené - sušené „pácy, vepřovice, cihly egyptské“.
- 7,5 x 12 x 28 cm; chrám sv. Jiljí v Nymburce
- 10 x 12 x 25 cm; Hradec Králové
- 8 x 12 x 25 cm; Praha
- 8 x 9 x 11 cm; vysoké cihly zvané „buchty“
- ke stavbě studní a pecí se vyráběly cihly s vyříznutými boky
- pro klenby se vyráběly klínovité cihly „klenáky“
- pro dláždění předsíní, kuchyňní, chodeb a komor „dlažky či dlažice“, čtyř-, pěti- a šestihranné
- pro krytí staveb „háky, křidlice, žlábkovice, prejzy a tašky“, někdy také ve tvaru ležatého S - dobře přilnavé ale těžké
- na žlaby se používaly „vejžlabky neboli kolísky“

Od renesance se vyráběly také celé terakotové prefabrikované architektonické části, keramická ostění oken a dveří, někdy bohatě zdobená reliéfem s ornamenty či figurálními motivy. Tvarovky Vyhlášená byla například  pernštejnská cihelna v Pardubicích, která ve 2. čtvrtině 16. století dodávala tvarovky jak na pernštejnský zámek a paláce, tak do měšťanských domů.
V baroku byly cihly nápadně ploché, s výškou 5 cm. V 18. století se již užívají cihlářské lisy a roštové pece namísto milířů. Koncem 18. století je v Německu navržený normalizovaný rozměr 11 x 5,25 x 2,5 palce, v Čechách 6,5 x 14 x 29 cm téměř jako dnes.
Cihly mají odlišné tepelné vlastnosti než kámen, používaly se tedy pro stavbu pecí (drží teplo uvnitř) a ke stavbě velkých budov (v zimě lépe uchovají teplo, v létě chladily místnosti a teplo z venku jimi pronikalo hůř). Cihly také snáz propouští vláhu než kámen.

### Cihlářská hlína
Cihly se vyráběly z bezvápenné hlíny a písku. Hlína měla být jílovitá, mastná, do které se rozděláním s vodou daly otisknout ruce. Nesměla obsahovat mnoho písku a žádný vápenitý. Kamení, kořínky a další rostlinné části se z cihlářské hlíny oddělovaly prohazováním tlučené hlíny přes prohazovačku nebo prosíváním, u vlhké hlíny hnětením a šlapáním. Hlína se těžila v zimě, rovnala se do řad proti západnímu větru v profilu aby mohla promrzat, na jaře se propracovala. Požadovaná hlína byla čistá, plastická a neproměnlivá v ohni, po vypálení červená nebo žlutá. Formy byly pod víkem o 0,5 palce vyšší, protože hlína se při vypálení smrštila

### Nářadí
- jednostranný kopáč
- cihlářská motyka
- dřevěná lopata
- hrábě
- pohrabáč
- bedna na hlínu
- škopík a korejtko na vodu
- kolečko na přepravu hlíny a cihel
- tlouk
- cihlářská forma
- rohož k přikrývání cihel

### Příprava hlíny hlináky
- kopání
- ukládání a kropení hlíny
- kropení a přikrývání zásoby rohožemi

### Cihlářské práce
- přeprava hlíny k cihlářskému stolu
- nabíjení hlíny do formy
- seřezávání přebytečné hlíny dřevěným nožem
- vyklápění surových cihel na cihlářský plac
- sušení cihel